# Chris Mihm
Christopher Steven Mihm (ur. 16 lipca 1979 w Milwaukee) – amerykański koszykarz, występujący na pozycji środkowego, reprezentant Stanów Zjednoczonych.
18 lutego 2009 roku został wytransferowany do Memphis Grizzlies, w zamian za wybór drugiej rundy draftu 2013 roku. Nigdy nie rozegrał ani jednego spotkania w barwach drużyny z Tennessee, z powodu operacji prawej kostki, w rezultacie czego zakończył karierę sportową.

## Osiągnięcia
NCAA
- Uczestnik rozgrywek:
  - II rundy turnieju NCAA (2000)
  - turnieju NCAA (1999, 2000)
- Mistrz sezonu regularnego konferencji Big 12 (1999)
- Zaliczony do[2]:
  - I składu:
    - All-American (2000)
    - Big 12 (1999, 2000)
    - turnieju Big 12 (1999, 2000)

  - składu All-Big 12 Honorable Mention (1998)

NBA
- Finalista NBA (2008)[3]
- Zaliczony do składu II składu debiutantów NBA (2001)[4]
- Uczestnik Rookie Challenge (2002)[2]

Reprezentacja
- Mistrz uniwersjady (1999)[5]